# Jubala pectinata

Jubala pectinata (лат.) — ископаемый вид насекомых из семейства Euryptilonidae (отряд Grylloblattida). Пермский период (Чекарда, кунгурский ярус, около 280 млн лет), Россия, Пермский край. Длина тела более 22 мм, длина переднего крыла — 21,0 мм, заднего крыла — 18 мм. Вид был впервые описан в 2000 году российским энтомологом В. Г. Новокшоновым под первоначальным названием Sylvardembia pectinata, а в 2015 году он был выделен в отдельный монотипический род Jubala российскими палеоэнтомологами Д. С. Аристовым и А. П. Расницыным (Палеонтологический институт РАН, Москва) по ископаемым отпечаткам.